# Ponoj
Il Ponoj (anche traslitterato come Ponoy) è un fiume della Russia europea settentrionale (oblast' di Murmansk), tributario del mar Bianco.
Nasce nella parte occidentale dell'altopiano Kejvy, nella parte centro-orientale della penisola di Kola; scorre con direzione mediamente orientale, con sponde piuttosto basse nell'alto e medio corso, più dirupate nel basso, sfociando nel mar Bianco in prossimità della cittadina omonima. Oltre alla cittadina omonima, altri insediamenti di qualche rilievo toccati dal fiume sono Krasnoščel'e e Kanevka.
Il Ponoj è gelato, mediamente, dai primi di novembre alla prima metà di maggio; manifesta piene importanti verso la fine della primavera e l'inizio dell'estate, quando la portata può salire fino ai 3.500 m³/s. Il suo maggior affluente è il Purnač.